# Métabetchouan–Lac-à-la-Croix
Métabetchouan–Lac-à-la-Croix es una ciudad de la provincia de Quebec, Canadá. Está ubicada en el condado regional de Lac-Saint-Jean-Est y a su vez, en la región administrativa de Saguenay–Lac-Saint-Jean. Hace parte de las circunscripciones electorales de Lac-Saint-Jean a nivel provincial y de Roberval a nivel federal.

## Geografía
Métabetchouan–Lac-à-la-Croix se encuentra ubicada en las coordenadas 48°26′00″N 71°52′00″O / 48.43333, -71.86667. Según Statistics Canada, tiene una superficie total de 186,7 km² y es una de las 1135 municipalidades en las que está dividido administrativamente el territorio de la provincia de Quebec.

## Demografía
Según el censo de 2011, había 4097 personas residiendo en esta ciudad con una densidad poblacional de 21,9 hab./km². Los datos del censo mostraron que de las 4084 personas censadas en 2006, en 2011 hubo un aumento poblacional de 13 habitantes (0,3%). El número total de inmuebles particulares resultó de 2053 con una densidad de 11 inmuebles por km². El número total de viviendas particulares que se encontraban ocupadas por residentes habituales fue de 1690.